# Henri-Alexandre Deslandres
Henri-Alexandre Deslandres, francoski astronom, * 24. julij 1853, Pariz, Francija, † 15. januar 1948, Pariz.
Deslanders je bil predstojnik observatorijev Meudon in Pariz.